# Tkanka mięśniowa gładka

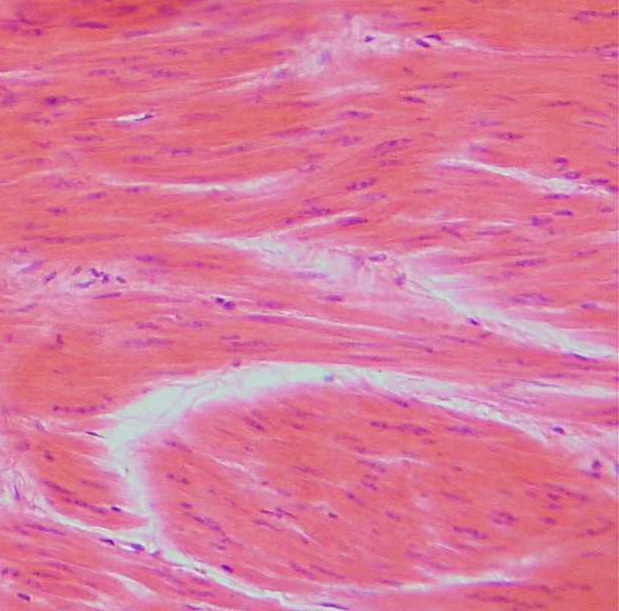
Mięsień gładki pod mikroskopem

Tkanka mięśniowa gładka (łac. textus muscularis glaber) – tkanka mięśniowa składająca się z wrzecionowatych komórek, zawierających jedno centralnie położone jądro komórkowe. Filamenty są w niej ułożone nieregularnie (brak prążkowania). Działa ona niezależnie od woli, powolnie i długotrwale, jest odporna na zmęczenie.
Ten typ tkanki znajduje się między innymi w ścianach przewodów, na przykład układu pokarmowego, dróg oddechowych, pęcherza moczowego, dróg rodnych. Tkanka mięśniowa gładka pełni funkcje żywotne, na przykład nadaje kształt soczewkom, poszerza źrenice, reguluje przepływ krwi przez naczynka krwionośne, przesuwa pokarm w układzie pokarmowym. Bardzo ważna jest jej odporność na znużenie, czyli zdolność do pozostawiania w długotrwałym skurczu, nawet w warunkach niedoboru tlenu. 
Skurcze mięśni gładkich wywoływane są przez pobudzenie nerwowe, substancje chemiczne, rozciąganie; występują też spontanicznie.